# Сражение под Опатувом (1864)
Сражение под Опатувом (польск. Bitwa pod Opatowem) — последнее крупное сражение в ходе Январского восстания в Польше между польскими повстанцами и российскими регулярными войсками, произошедшее 9 (21) февраля 1864 года.

## Предыстория
К февралю 1864 года польские повстанцы оказались в безнадёжном положении. Большая часть боеспособных соединений была разбита в ходе ряда сражений с регулярными войсками. Восстание фактически было подавлено. 2-й Краковский корпус генерала Юзефа Гауке-Босака, насчитывающий около 1000 человек, оставался единственным крупным соединением повстанцев в Свентокшитском воеводстве, которое реально представляло угрозу для российских войск, находившихся в регионе (около 4500 человек под командованием генерал-майора К. О. Ченгеры).
В итоге ряда действий Ченгеры окружил повстанцев Босака в районе деревни Цисова. Находящиеся в окружении повстанцы, получив дезинформацию о слабом гарнизоне российских войск в Опатуве, в реальности насчитывавшем около 700 солдат и эскадрон из 100 казаков, решили прорвать там оборону противника с целью разрыва кольца окружения.

## Сражение
Рано утром 9 (21) февраля 1864 года повстанцы под командованием генерала Босака и полковника Людвига Звяждовского начали штурм Опатува. В ходе боя, продолжавшегося несколько часов, повстанцы овладели большей частью города, заняв, в том числе, казармы, арсенал  и главную орудийную батарею. Однако в дальнейшем штурм был приостановлен из-за ожесточенного сопротивления русского гарнизона. В бою получил тяжелое ранение и заместитель Босака — полковник Звяждовский. К вечеру, понеся значительные потери, но так и не сумев выбить российские войска из города, Босак приказал повстанцам отступать. Тем временем, около полуночи со стороны местечка Сондомир к городу подошли русские резервы.
Большая часть правительственных войск пустилась в погоню за повстанцами, отступавшими в сторону деревни Цисова, в результате чего раненый Звяждовский попал в плен вместе с другим повстанческим полковником Аполярием Куровским, который был схвачен на рассвете 10 (22) февраля, попытавшись в темноте прорваться через русский казачий патруль. Вместе с ними также была убита или пленена большая часть отступивших повстанцев (всего около 300 человек). 
Битва закончилась полным разгромом 2-го повстанческого корпуса, однако Босак и ещё несколько десятков (40 — 50 человек) повстанцев на лошадях прорвались через окружение и ушли.

## Последствия
В результате сражения было разгромлено последнее крупное соединение восставших. Потери мятежников составили более 50 убитых, 62 раненых и около 300 пленных. Российские войска потеряли в общей сумме 54 человека убитыми и ранеными.
Пленный офицер повстанческой армии Аполинарий Куровский был направлен под арест и позже приговорен к ссылке, однако сумел бежать в Швейцарию. Людвик Звяждовский, получивший тяжелое ранение, был публично казнен в Опатуве 11 (23) февраля 1864 года.